# Shadi Hedayati
Shadi Hedayati (* 1985 in Bochum) ist eine deutsche Schauspielerin iranischer Abstammung. Bekannt wurde sie unter anderem durch ihre Theateraufführungen und den Sat.1-Fernsehfilm Die Schlikkerfrauen, in der sie Zari spielte.

## Leben und Karriere
Shadi Hedayati wurde 1985 in Bochum geboren. Hedayatis Eltern sind aus dem Iran. Von 2001 bis 2009 nahm sie an verschiedenen Gesangs-, Tanz- und Schauspielseminaren teil und absolvierte ihr Schauspielausbildung von 2005 bis 2009 an der Theaterschule Aachen für Schauspiel und Regie. 2008 gab sie in Der Messias ihr Debüt als Theaterschauspielerin. Weitere Rollen, wie in Antigone oder Winnetou und das Halbblut, folgten. 2010 war sie erstmals im Fernsehen zu sehen. Sie übernahm eine Gastrolle in der Sat.1-Fernsehserie Danni Lowinski. Ihr Kinodebüt hatte sie 2012 in Frisch gepresst mit einer Gastrolle. Ihre erste Episodenhauptrolle hatte Hedayati in der ZDF-Fernsehserie Flemming.
In der RTL-Pilotserie Scarlet & Hadschi sollte sie 2013 die Hauptfigur Selma Hadschi spielen. Mit der Figur der Schlikker-Mitarbeiterin Zari in der Sat.1-Fernsehfilmkomödie Die Schlikkerfrauen nahm sie 2014 erstmals als Hauptrolle in einem Fernsehfilm teil. Ein Jahr später hatte sie die Hauptrolle der Ceylan Ataman in der Sat.1-Fernsehfilmkomödie Die Udo Honig Story inne. Ihre erste Fernsehserie-Hauptrolle hat sie in der Krimiserie 23 Morde – Bereit für die Wahrheit?, die im Herbst 2015 für Sat.1 gedreht wurde und seit dem 19. August 2019 auf Joyn veröffentlicht wird. Hedayati nimmt dort die Rolle von Tara Schöll, einer BKA-Ermittlerin, die Zweifel an der Schuld des Verurteilten hat, wahr.
Des Weiteren wirkte Hedayati 2015 als Antiterror-Task-Force-Ermittlerin Pinar im Serienpilot Hamdullah – Im Namen Allahs mit. Produziert wurde diese durch die Filmakademie Baden-Württemberg mit Unterstützung von ProSiebenSat.1 Media & UFA Fiction.
Hedayati wohnt in Köln.

## Filmografie
- 2010: Danni Lowinski (Fernsehserie, eine Folge)
- 2012: Frisch gepresst
- 2012: Zu schön um wahr zu sein (Fernsehfilm)
- 2012: Alarm für Cobra 11 – Die Autobahnpolizei (Fernsehserie, Folge 17x05: Gier)
- 2012: Flemming (Fernsehserie, Folge 3x06: Das Gesetz des Blutes)
- 2013: Heiter bis tödlich: Zwischen den Zeilen (Fernsehserie, Folge 1x11: Cash'n Curry)
- 2014: Josephine Klick – Allein unter Cops (Fernsehserie, Folge 1x01: Die tote Boxerin)
- 2014: Die Fischerin (Fernsehfilm)
- 2014: Die Schlikkerfrauen (Fernsehfilm)
- 2014: Binny und der Geist (Fernsehserie, Folge 1x08: Aufs Pferd gekommen)
- 2015: Die Udo Honig Story (Fernsehfilm)
- 2017: Die Lebenden und die Toten – Ein Taunuskrimi (Fernsehreihe) – Regie: Marcus O. Rosenmüller
- 2017: Kommissar Marthaler – Die Sterntaler-Verschwörung (Fernsehreihe) – Regie: Züli Aladağ
- 2017: SOKO Stuttgart (Fernsehserie, Folge 8x25: Letzte Rettung)
- 2018: Nord bei Nordwest – Waidmannsheil (Fernsehreihe) – Regie: Felix Herzogenrath
- 2018: Marie Brand und der Duft des Todes (Fernsehreihe) – Regie: Mike Zens
- 2018: Carneval – Der Clown bringt den Tod
- 2018, 2021: SOKO Stuttgart (Fernsehserie, Folgen 10x15, 12×16: Rasende Wut, Wer Hass sät)
- 2019: Notruf Hafenkante (Fernsehserie, Folge 13x20: Der große Knall)
- 2019: Allmen und das Geheimnis der Dahlien (Fernsehfilm)
- 2019: 23 Morde – Bereit für die Wahrheit? (Fernsehserie)
- 2019: Ich war noch niemals in New York
- 2020: Billy Kuckuck – Aber bitte mit Sahne!
- 2021: Ein Mädchen wird vermisst (Fernsehfilm)
- 2021: Laim: Laim und die Tote im Teppich
- 2021: SOKO Köln (Fernsehserie, Folge 20×14: Die Büßer)
- 2022: In aller Freundschaft – Die jungen Ärzte (Fernsehserie, Folge 8x01: Durchatmen)
- 2023: Klara Sonntag – Erste Liebe (Fernsehreihe)
- 2024: WaPo Bodensee (Fernsehserie, Folge 8x06: Der Unbestechliche)

## Theater
- 2008: Der Messias, Regie: Jens Wachholz und Hans Peter Bader, Uferbau Solothurn
- 2008: Hexenjagd, Regie: Stephan Meldegg, Grenzlandtheater Aachen
- 2009: Bagdad brennt, Regie: Christian H. Voss, Grenzlandtheater Aachen
- 2009–2010: Türkisch Gold, Regie: Ingrid Gündisch, Grenzlandtheater Aachen
- 2009–2010: Zweifel, Regie: Anja Junski, Grenzlandtheater Aachen
- 2010–2013: Antigone, Regie: Hansgünther Heyme, Theater im Pfalzbau Ludwigshafen
- 2011: Winnetou und das Halbblut, Regie: Jochen Bludau, Karl-May-Festspiele Elspe
- 2011–2012: Hexenjagd, Regie: Ryan McBryde, Altes Schauspielhaus Stuttgart
- 2012–2013: Die Schneekönigin, Regie: Knut Weber, Stadttheater Ingolstadt
- 2012–2014: Ursprung der Welt, Regie: Knut Weber, Stadttheater Ingolstadt
- 2013–2014: Aladin und die Wunderlampe, Regie: Knut Weber, Stadttheater Ingolstadt
- 2017–2018: ’Em Charley sei Tante, Regie: Stephan Bruckmeier, Komödie im Marquardt